# 中国消防救援队队旗
中国消防救援队队旗，简称消防救援队旗，是中华人民共和国应急管理部下属国家综合性消防救援队伍的旗帜。
2018年11月9日，中共中央总书记、国家主席、中央军委主席习近平在人民大会堂向国家综合性消防救援队伍授旗。

## 设计与含义
消防救援队旗由红、蓝两色组成。红色代表党和国家，蓝色代表消防救援队伍，寓意消防救援队伍是在党和国家领导下的纪律队伍。位于中央的旗标为橄榄枝托起的盾牌造型，象征消防救援队伍是人民群众生命财产安全和社会稳定的守护者。盾牌边缘由救援绳围绕，正面包含有五星、交叉斧头、水枪、雄鹰翅膀、定位标识和紧握手腕等元素。其中，五颗五角星体现依法履行国家赋予的职责使命；交叉斧头和水枪作为消防员常用装备，体现职业特点；雄鹰翅膀代表反应灵敏、行动迅速；定位标识象征精准定位；紧握手腕象征救援。